# 若林辰雄
若林 辰雄（わかばやし たつお、1952年9月29日 - ）は日本の実業家。三菱UFJ信託銀行代表取締役会長。三菱UFJフィナンシャル・グループ取締役。

## 人物
広島県尾道市出身。広島県立福山誠之館高等学校を経て、1977年一橋大学法学部卒業。大学では誕生日が同じ高校の後輩枝廣直幹（のちに財務官僚を経て第13代福山市長）を可愛がったという。2年間の大学受験浪人生活をしていたため、大学卒業後は、最初に内定が出た三菱信託銀行（現三菱UFJ信託銀行）に入社。1984年から1990年までニューヨーク勤務。1997年三菱信託銀行ロンドン支店次長、1999年三菱トラストインターナショナル（現：三菱UFJトラストインターナショナル）社長、2003年に帰国して三菱信託銀行営業第三部長。
2004年三菱信託銀行執行役員営業第三部長、2006年三菱UFJ信託銀行常務執行役員、2009年同専務取締役、2010年三菱UFJフィナンシャル・グループ常務執行役員受託財産連結事業本部長兼務、2011年三菱UFJ信託銀行専務取締役兼三菱UFJフィナンシャル・グループ取締役。
2012年4月1日、三菱UFJ信託銀行代表取締役社長に就任。2013年同社代表取締役会長兼社長及び三菱UFJフィナンシャル・グループ代表取締役副会長、信託協会会長。海外への本格進出を行い、特に北米地域を中心とした積極的なM&Aによる、投資信託の拡充などを進めるとしている。2012年1億1300万円の役員報酬を、2013年1億200万円の役員報酬を受けた。
2016年4月1日付けで、三菱UFJ信託銀行代表取締役会長、三菱UFJフィナンシャル・グループ取締役に退いた。2018年三菱マテリアル監査役。2019年三菱マテリアル取締役、三菱倉庫取締役。2020年三菱UFJ信託銀行特別顧問。旭硝子財団監事等も務めた。
2022年4月、新型コロナウイルス感染症対応に関する有識者会議の構成員に選ばれた。
愛読書は『木のいのち木のこころ―天・地・人 』。